# Dentifibula magna
Dentifibula magna är en tvåvingeart som beskrevs av Mo och Liu 2003. Dentifibula magna ingår i släktet Dentifibula och familjen gallmyggor. Inga underarter finns listade i Catalogue of Life.